# (636) Эрика
(636) Эрика (англ. Erika) — астероид главного пояса, который был открыт 8 февраля 1907 года американским астрономом Джоэлом Меткалфом в Тонтонской обсерватории.

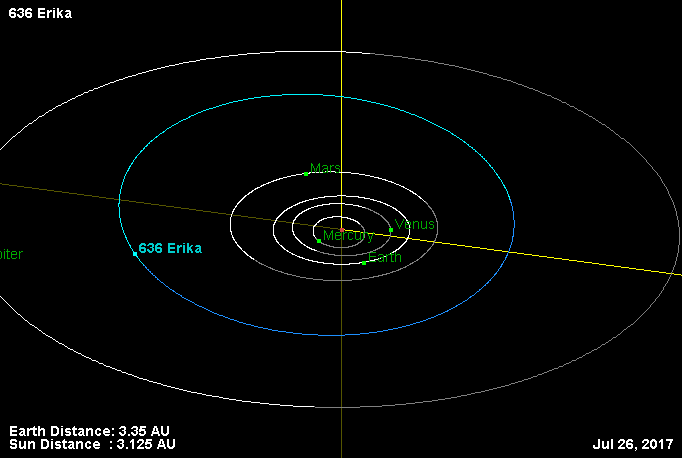
Орбита астероида Эрика и его положение в Солнечной системе